# 塞巴納
10°55′40″N 3°41′40″E / 10.92778°N 3.69444°E
塞巴納（法語：Segbana）是貝寧的城鎮，位於該國北部，由阿黎博里省負責管轄，面積4,471平方公里，海拔高度258米，主要農產品有玉米、棉花、高粱和山藥，2013年人口89,268，人口密度每平方公里20人。